# Yucca gloriosa
Yucca gloriosa es una especie de arbusto perteneciente a la familia Asparagaceae conocida popularmente como  Daga española, Chamagra del Perú, Espino de Cuba, Pita, Yuca o Yuca brillante.

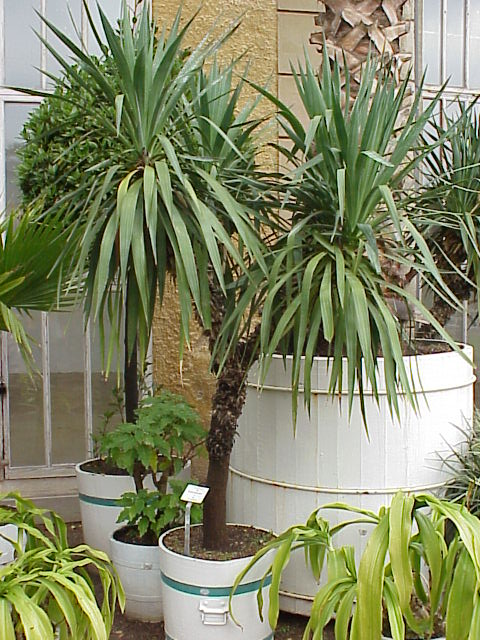
Vista de la planta

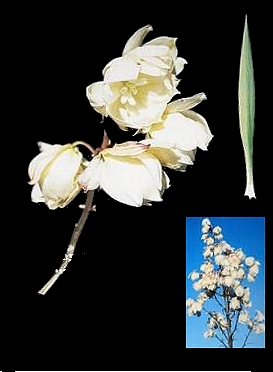
Detalle de la flor

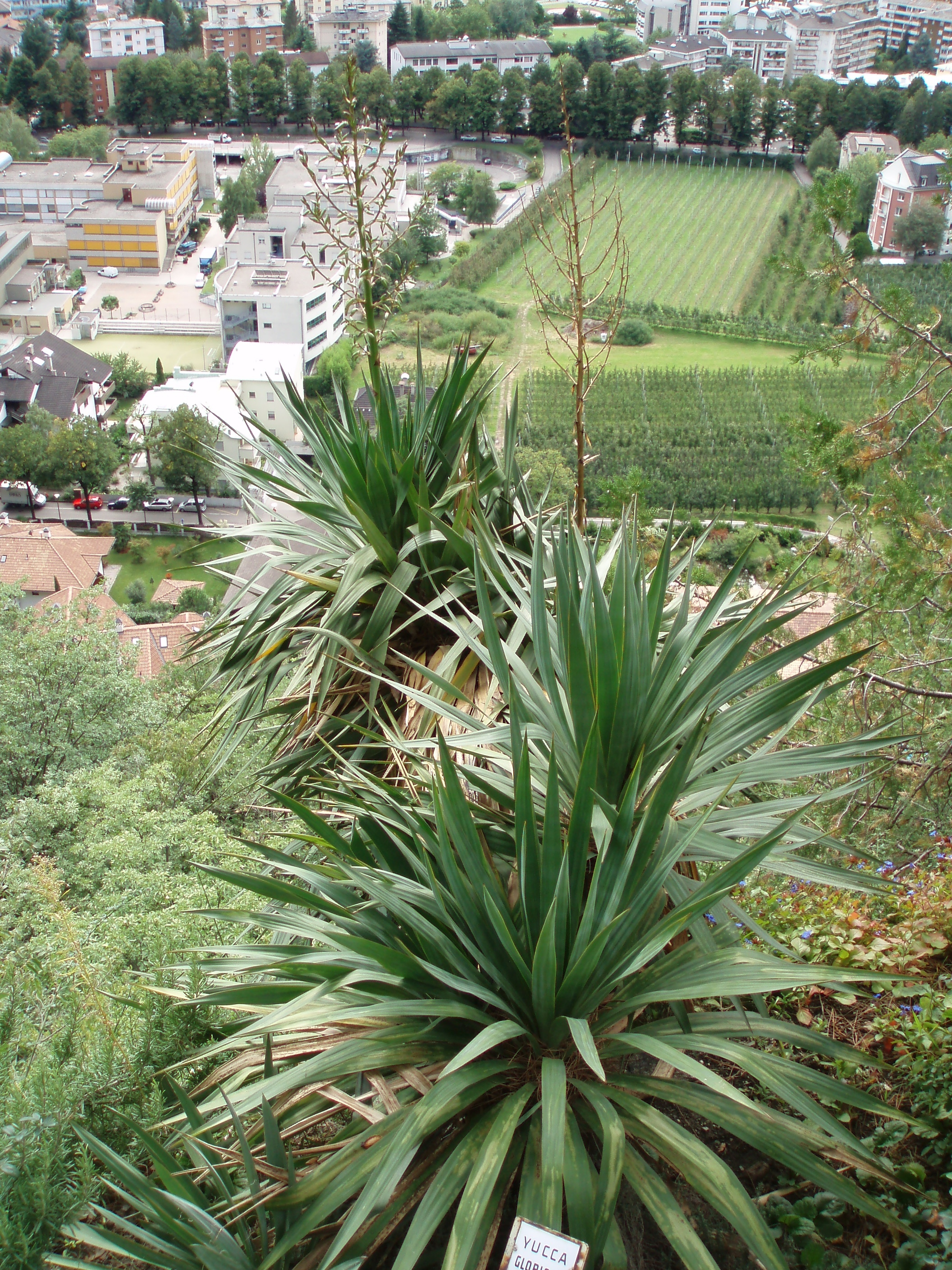
Vista de la planta

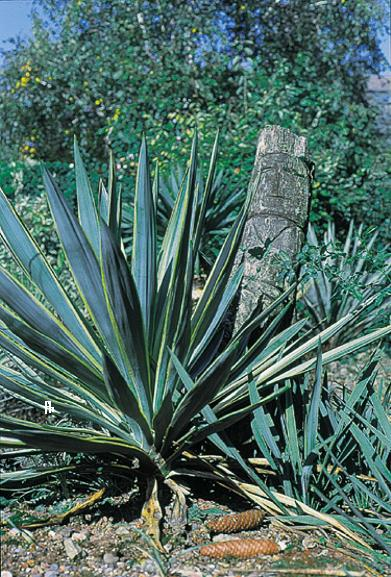
Vista de la planta

## Distribución
Yucca gloriosa es nativa de la costa y la barrera de islas del sureste de América del Norte donde crecen en las dunas de arena. Se encuentran desde el sur de Carolina del Norte hacia el sur hasta el norte de Florida. Se asocia con Yucca filamentosa, Yucca aloifolia y especies de Opuntia.

## Descripción
Es una planta que alcanza  0.5-2.5 m de altura, usualmente con varios tallos desde la base, ramificada, con rizoma y con hojas de  0.3-0.5 m de longitud y  2-3.5 cm de ancho, de color verde oscuro o verde grisáceo pálido con los márgenes enteros o raramente denticulados, acuminadas con un espino terminal de color marrón. Las inflorescencias en panículas de 0.6-1.5 m de altura, con numerosas flores campanuladas, pedunculadas de color blanco, algunas veces teñidas de color púrpura o rojo de 3.5 cm de longitrud. El fruto es verde y al madurar de color marrón, indehiscente de 5-8 cm de largo y  2.5 cm de ancho con semillas negras.

## Variedades
- Yucca gloriosa var. tristis Carrière[1]

## Taxonomía
Yucca gloriosa fue descrito por Carlos Linneo  y publicado en Species Plantarum 1: 319. 1753.
Etimología
Yucca: nombre genérico que fue nombrado por Carlos Linneo y que deriva por error de la palabra taína: yuca (escrita con una sola "c").
gloriosa: epíteto latíno que significa "famosa"
Sinonimia
- De Yucca gloriosa L.:[5]

- - Yucca integerrima Stokes
  - Yucca obliqua Haw.
  - Yucca superba Haw., nom. illeg.
  - Yucca acuminata Sweet
  - Yucca ensifolia Groenl.
  - Yucca acutifolia Truff.
  - Yucca gloriosa var. obliqua (Haw.) Baker
  - Yucca gloriosa var. superba Baker
  - Yucca patens André
  - Yucca pruinosa Baker
  - Yucca tortulata Baker
  - Yucca ellacombei Baker
  - Yucca gloriosa var. planifolia Engelm.
  - Yucca plicata (Carrière) K.Koch
  - Yucca plicatilis K.Koch
  - Yucca flexilis var. ensifolia (Groenl.) Baker
  - Yucca gloriosa var. ellacombei (Baker) Baker
  - Yucca gloriosa var. mediopicta Carrière
  - Yucca gloriosa var. mediostriata Planch.
  - Yucca gloriosa var. pruinosa (Baker) Baker
  - Yucca gloriosa var. tortulata (Baker) Baker
  - Yucca flexilis f. ensifolia (Groenl.) Voss

- De Yucca gloriosa var. tristis Carrière:[6]
  - Yucca recurvifolia var. tristis (Carrière) Trel.
  - Yucca recurvifolia Salisb.
  - Dracaena ensifolia Haw., nom. illeg.
  - Yucca recurva Haw.
  - Yucca rufocincta Haw.
  - Yucca pendula Groenl.
  - Yucca angustifolia Carrière, nom. illeg.
  - Yucca flexilis Carrière
  - Yucca japonica Carrière
  - Yucca longifolia Carrière, nom. illeg.
  - Yucca stenophylla Carrière
  - Yucca boerhaavii Baker
  - Yucca recurvifolia var. rufocincta (Haw.) Baker
  - Yucca semicylindrica Baker
  - Yucca gloriosa var. recurvifolia (Salisb.) Engelm.
  - Yucca pendula var. variegata Carrière
  - Yucca falcata auct.
  - Yucca pendula var. aurea Carrière
  - Yucca eylesii Baker
  - Yucca falcata var. semicylindrica (Baker) Baker
  - Yucca flexilis var. falcata (auct.) Baker
  - Yucca peacockii Baker
  - Yucca flexilis var. boerhaavii (Baker) Trel.
  - Yucca flexilis var. hildrethii Trel.
  - Yucca flexilis var. peacockii (Baker) Trel.
  - Yucca recurvifolia var. elegans (Carrière) Trel.
  - Yucca recurvifolia var. marginata (Carrière) Trel.
  - Yucca recurvifolia var. variegata (Carrière) Trel.
  - Yucca grandis Sprenger